# Saint-Genix-les-Villages
Saint-Genix-les-Villages é uma comuna francesa na região administrativa de Auvérnia-Ródano-Alpes, no departamento da Saboia. Estende-se por uma área de 25.45 km². Em 2010 a comuna tinha 2 990 habitantes (densidade: 117,5 hab./km²).
Foi criada em 1 de janeiro de 2019, após a fusão das antigas comunas de Saint-Genix-sur-Guiers (sede da comuna), Gresin e Saint-Maurice-de-Rotherens.